# 신임장
신임장(信任狀)은 특정인을 외교사절로서 파견한다는 내용의 문서를 말한다. 대리공사의 경우에 있어서는 파견국의 외무부장관으로부터 접수국의 외무부장관에, 그 외의 경우에는 파견국의 원수로부터 접수국의 원수에 대하여 보내진다. 외교사절은 접수국에 도착시 신임장을 제출하고 신임장이 접수된 때로부터 정식으로 외교사절로서의 직무를 집행할 수 있다.
대사 등 외교사절을 파견하기 전에 상대국의 동의를 구하는 절차를 아그레망이라고 하며, 보통 "아그레망을 요청한다"고 쓴다.